# いいにおいのする映画 (Be A Light To The World)
『いいにおいのする映画 (Be A Light To The World)』（いいにおいのするえいが びーあらいとぅーざわーるど）は、日本の「青春ダークファンタジー」映画。監督・脚本・編集は酒井麻衣。主演は金子理江と吉村界人。モノクロ・パートカラー。スタンダードサイズ。
当初は2015年8月下旬に行われた音楽映画祭「MOOSIC LAB2015」の一環として『いいにおいのする映画』のタイトルで公開され、同映画祭でグランプリを受賞した後に、2016年2月6日から『いいにおいのする映画 (Be A Light To The World)』のタイトルで劇場単独公開された。また同映画祭史上最多となる6部門での受賞となった。

## あらすじ
主人公の少女レイが再会した幼馴染の少年カイトは、ブルータルオーケストラバンドであるVampilliaの楽曲制作や音響を務めていた。ライブハウスでの彼らの演奏を見たレイは照明技師を目指す。そして吸血鬼のカイトと「禁断の恋」に落ちる。

## キャスト
- レイ：金子理江
- カイト：吉村界人
- Vampillia（本人役）
  - micci the mistake
  - possession mongoloid
  - Velladon
  - 真部デトックス脩一
  - 山本さん
  - rei miyaoto
  - 吉田達也
  - 竜巻太郎
  - メカゴリラ
  - Sebastian
  - /japan
- 委員長：中嶋春陽

ほか

## スタッフ
- 監督・脚本：酒井麻衣
- 音楽・劇中歌：Vampillia[注 1]
- 製作：Little Witch Production
- 配給・宣伝：SPOTTED PRODUCTIONS
- 宣伝協力：下北沢映画祭運営委員会

## 制作
本作の監督を務める酒井麻衣は2014年6月、映画監督と音楽家による映画制作企画「MOOSIC LAB2015」に応募した。そこで主催者からブルータルオーケストラバンド・Vampilliaを紹介された酒井は彼らのライブに強く感動し、本作のストーリーを当て書きした。Vampilliaは本人役で出演したほか本作の音楽と劇中歌を手がけた。
Vampilliaのライブを見た酒井は幼いころから信じていたファンタジーや魔法を思い起こし、「それでも信じます」をテーマに主人公・レイの夢や恋愛を描いた。照明技師という「魔法使い」を目指す少女・レイ役はオーディションで選ばれた。酒井によると、「魔法使いになりたい」を痛いセリフとしてではなく本心から伝えることができる金子理江は主人公に適任であり、主人公の性格は金子と酒井の性格を重ね合わせたものだという。また撮影では、演技経験の少ない金子や吉村界人の素のままの芝居を大事にして本番一発勝負で撮影を試みた。
「MOOSIC LAB」は自主制作の映画祭であるため本作は低予算で制作され、クラウドファンディングでの資金提供によって製作費が集められた。本作の「主人公がきらめいた瞬間」のパートカラー（モノクロスタンダードの映像に主人公が照明を当てるとカラーに切り替わる）演出も、全編セピア調にする予定だった映像を予算の都合上モノクロで表現したことから生まれたアイデアである。照明技師の物語をモノクロで表現することに当初酒井は懐疑的だったが、撮影監督の伊集守忠に推されてこれを採用した。さらに酒井のこだわりで、舞台照明やライブという「魔法」を見たときの感動をカラーで表現した。
また2016年の劇場単独公開に合わせて制作されたポスタービジュアルも同様に、モノクロ・パートカラーを生かしたデザインとなっている。

## 評価

### 受賞
- 映画祭「MOOSIC LAB2015」[5]
  - グランプリ
  - ベストミュージシャン賞 - Vampillia
  - 最優秀女優賞 - 金子理江
  - 最優秀男優賞 - 吉村界人
  - 男優賞 - micci the mistake
  - 観客賞
- ゆうばり国際ファンタスティック映画祭 フォアキャスト部門出品[13]

### レビュー
キネマ旬報のレビュアー3人はいずれも星5点満点中の3点をつけた。モノクロとカラーを使い分けた演出によって監督の見せたい映像が明確に表現される一方、ストーリーについては「広がりに欠ける」（上野昴志）、「終盤やや甘さに偏りすぎる」（八幡薫）とされた。またVampilliaの音楽が評価された。
松竹などが運営するシネマズで増當竜也は、ストーリーには賛否が予想されるとしたうえで、光と闇の映像演出によって「夢の世界を独自の感性で心地よく奏で得て」いると評価した。

## 関連商品
- CD『いいにおいのするサウンドトラック』（2016年2月10日、MOOSIC RECORDS）
- DVD『いいにおいのする映画』（2017年3月8日、キングレコード）[注 2]